# Спартак (Сумская область)
Спартак (укр. Спартак) — село,
Хоружевский сельский совет,
Недригайловский район,
Сумская область,
Украина.
Код КОАТУУ — 5923586706. Население по переписи 2001 года составляло 87 человек .

## Географическое положение
Село Спартак находится в 2,5 км от левого берега реки Хусь.
На расстоянии в 1 км расположено село Хоружевка.
По селу протекает пересыхающий ручей с запрудой.